# Eichen-Sichelflügler
Der Eichen-Sichelflügler oder Zweipunkt-Sichelflügler (Watsonalla binaria) ist ein Schmetterling aus der Familie der Eulenspinner und Sichelflügler (Drepanidae). 

## Merkmale
Die Falter sind den Buchen-Sichelflüglern (Watsonalla cultraria) sehr ähnlich und haben auch eine gelbbraune Färbung. Das eindeutigste Unterscheidungsmerkmal sind je zwei schwarze Zwillingspunkte auf den Vorderflügeln. Manchmal kommen diese auch schwächer auf den Hinterflügeln vor. Die Vorderflügel haben zwei hellere Querbinden, die Hinterflügel sind bei den Männchen gleich wie die Vorderflügel gefärbt, bei den Weibchen sind sie aber etwas heller gefärbt. Die Falter der zweiten Generation sind deutlich kleiner und etwas heller gefärbt, als die der ersten. 

### Ähnliche Arten
- Buchen-Sichelflügler (Watsonalla cultraria)

## Vorkommen
Die Falter kommen in Nordafrika, Süd- und Mitteleuropa in trockenen bis leicht feuchten Laubmischwäldern wie etwa in Eichen-Hainbuchenwäldern, in Auwäldern, Wäldern in Flusstälern und anderen Eichenmischwälder vor.

## Lebensweise
An heißen Tagen können die Männchen hoch fliegen. 

### Flug- und Raupenzeiten
Pro Jahr treten zwei Generationen auf. Die erste fliegt von Ende April bis Juni, die zweite von Ende Juli bis August. Die Raupen aus den Eiern der ersten Generation findet man im September, die der zweiten von Juni bis Juli des darauffolgenden Jahres.

## Nahrung der Raupen
Die Raupen leben normalerweise auf Eichen (Quercus), vor allem Stieleichen (Quercus robur) und Traubeneichen (Quercus petraea), die an warmen Standorten wachsen. Sie wurden aber auch schon auf Buchen, Birken und Erlen gefunden.

## Entwicklung
Die Weibchen legen die Eier auf den Blatträndern von buschigen Nahrungspflanzen ab. Die daraus schlüpfenden Raupen leben vorwiegend auf tief hängenden Ästen. Sie verpuppen sich in einem zusammengesponnenen Blatt und überwintern am Waldboden als Puppe.